# Chromium (navegador)
Chromium es una base de código abierto para desarrollar un navegador web, mantenida por diversas compañías que posteriormente usan el código fuente para crear su propia versión de navegador con  características adicionales.
Los navegadores comparten la mayoría de código y características, aun así hay algunas diferencias menores en las características y poseen diferentes licencias.
El Proyecto Chromium fue impulsado originalmente por Google tomando su nombre del elemento cromo. La intención de Google, expresado en la documentación para desarrolladores, era que chromium fuera el nombre del proyecto de fuente abierta y que el nombre del producto final sería Chrome; aun así otros desarrolladores han tomado el código de Chromium y liberado versiones bajo el nombre de Chromium. Estos están listados bajo paquetes comunitarios.
Uno de los objetivos principales del proyecto es que Chromium sea un administrador de ventanas con pestañas, o shell para la web, en lugar de ser una aplicación de navegador tradicional. La aplicación está diseñada para tener una interfaz de usuario minimalista. Los desarrolladores afirman que "debe ser liviano (cognitiva y físicamente) y rápido".

## Diferencias respecto a Google Chrome
Chromium es el nombre dado al proyecto de código abierto y al código fuente del navegador liberado y mantenido por el Proyecto Chromium. Es posible descargar y compilar el código manualmente en numerosas plataformas. Para crear Chrome desde Chromium, Google toma el código fuente y agrega:
- Un sistema de autoactualización llamado GoogleUpdate (algunos sistemas operativos, se apoyan en los sistemas de administración de paquetes del SO como un alternativas).
- Lector de PDF integrado y vista previa de impresión (incorporado a Chromium 47 y posteriores luego de que Google liberara el código fuente del visor de PDF).
- Códecs multimedia para brindar soporte para formatos H.264, AAC, MP3, entre otros.
- Una restricción que deshabilita extensiones no alojadas en Chrome Web Store (para usuarios de Windows en todos los canales de Chrome).[7]
- Los nombres Google y Google Chrome (ambos marcas registradas).[8][9][10]
- Una opción dentro de la configuración para que los usuarios puedan enviar a Google estadísticas de uso y reportes de errores.
- Rastreo RLZ cuando Chrome es descargado como promociones de marketing o acuerdos de distribución. Esto transmite información de forma codificada a Google, incluyendo lugar y fecha en las cuales se instaló Chrome; En junio de 2010, Google confirmó que el token de RLZ tracking no está presente en versiones de Chrome descargadas directamente desde el sitio de Google, ni en alguna versión de Chromium. El código fuente de RLZ fue hecho público al mismo tiempo, (anteriormente era propietario --no obstante a pesar de que el código es abierto esta característica no ha sido migrada a Chromium--) para que los desarrolladores pudieran confirmar qué era y cómo funcionaba.[11]

Y anteriormente:
- Adobe Flash Player[12] integrado (código y licencia propietarios), fue descontinuado el 31 de diciembre de 2020.

Predeterminadamente, Chromium solamente soporta los códecs Vorbis, Theora y WebM para las etiquetas de audio y video HTML5. Google Chrome soporta estas además de los códecs patentados AAC y MP3. En enero de 2011, el administrador Chrome Product, Mike Jazayeri, anunció que Chrome no soportaría el formato H.264 en su reproductor de video HTML5. En octubre de 2013 Cisco anunció que liberaría el código de sus códecs .H264 . Desde diciembre de 2013, Chrome brinda soporte para .H264. Las distribuciones de Linux que distribuyen Chromium pueden agregar soporte para otros códecs en sus versiones personalizadas de Chromium.

## Licencias
La parte de Chromium bajo la autoría de Google es liberada según la licencia BSD, con otras partes sujetas a varias licencias de código abierto, incluyendo la licencia MIT, la LGPL, la Ms-PL y una tri-licencia MPL/GPL/LGPL.

## Historia

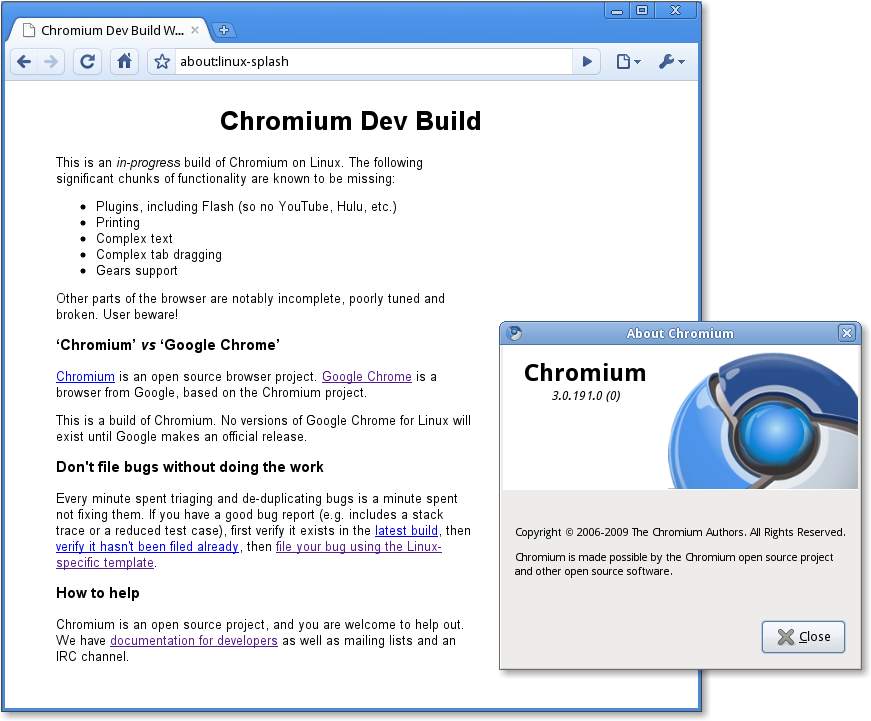
Una compilación inicial de Chromium 3.0 aclarando su independencia de Google Chrome.

Debido a que Chromium es un proyecto de código abierto en el que se basa Chrome, la historia de ambos está relacionada. Originalmente se pensaba hacer de Chromium un proyecto para las liberaciones de desarrollo y que Chrome fuera la liberación estable final. [cita requerida]

### 2008
Google Chrome se presentó en septiembre de 2008 y junto con su lanzamiento también se puso a disposición el código fuente de Chromium. Esto pudo permitir que su código se pudiera utilizar como base para el desarrollo de otros navegadores. La versión inicial del código incluía compilaciones para Windows, macOS, y una compilación para Linux. Todavía carecía de funcionalidad completa. Chromium 1.0 se lanzó en diciembre de 2008 y en conjunto se eliminó Chrome del estado beta únicamente para Windows.
En su primer lanzamiento en septiembre de 2008, Chromium fue criticado por almacenar contraseñas guardadas de manera que cualquier usuario ocasional de una computadora pueda leerlas fácilmente desde la GUI. Los usuarios de Chromium reportaron esta situación y solicitaron en numerosas ocasiones una contraseña maestra para acceder a las contraseñas almacenadas, pero los desarrolladores de Chromium insistieron constantemente en que esto no ofrece seguridad real contra los piratas informáticos expertos. Los usuarios argumentaron que esto brindaría una mejor protección a las contraseñas de compañeros de trabajo o miembros de la familia. En diciembre de 2009, el desarrollador de Chromium, P. Kasting, declaró: "Una contraseña maestra fue el problema número 1397. Ese problema está solucionado. No implementaremos una contraseña maestra. Ni ahora, ni nunca. Discutir por ello no lo hará posible. A mucha gente le gustaría que no lo haga realidad. Nuestras decisiones de diseño no son democráticas. No siempre se puede tener lo que se quiere."

### 2009
En enero de 2009, se habilitaron las primeras versiones de desarrollo de Chrome 2.0, y se presentó un administrador de marcadores y soporte a características de CSS no estándar, lo que incluyó gradientes, reflexiones y máscaras.
En mayo de 2009, se puso a disposición la primera versión alfa de Chromium para Linux. En revisión de esa versión alfa, Ryan Paul dijo que "continuaba careciendo de características y tenía numerosos errores de renderizado, pero era evidente que se movía en la dirección correcta". Las primeras versiones para desarrolladores de Chrome en plataformas Linux y OSX estuvieron disponibles en junio de 2009, aunque estaban en estado bastante inicial y carecían de Adobe Flash, opciones de privacidad, la habilidad de establecer el proveedor de búsquedas predeterminado e incluso imprimir. En julio de 2009, Chromium incorporó temas nativos para Linux, utilizando el kit de herramientas GTK+, que le permitía ser insertado en el ambiente de escritorio GNOME.
Chromium 3.0 se liberó el 28 de mayo de 2009, en su versión 3.0.182.2. Chrome 3.0 lo siguió en septiembre del 2009 e incluyó un motor de JavaScript mucho más rápido, un sistema de temas seleccionables por el usuario, mejoras en el Omnibox y una página de nueva pestaña rediseñada.
Chromium 4.0.212.0 fue la primera versión de Chromium 4.0 y apareció el 22 de septiembre del 2009, y Chrome 4.0 se liberó públicamente en diciembre de 2009. Ambos incluyeron soporte para extensiones, además de sincronización de marcadores para versiones beta de Chrome para OS X y Linux. La penetración multiplataforma de Chrome/Chromium 4.0 combinados fue de 6.73%, a finales de abril de 2010.
Gentoo Linux ha tenido a Chromium en su repositorio oficial desde septiembre del 2009. FreeBSD ha tenido Chromium disponible desde finales del 2009 y ha dispuesto de un puerto desde el sistema de puertos de FreeBSD desde finales del 2010. OpenBSD hizo Chromium disponible para plataformas i386 y amd64 desde finales del 2009. A pesar de que OpenBSD soporta varios navegadores, versiones recientes sólo señalan oficialmente Chromium y Firefox.

### 2010

Logotipo de Chromium original, utilizado por el proyecto hasta Chromium 11.

Chromium 5.0 fue liberado el 26 de enero de 2010, y la 5.0.306.0 fue la versión inicial. Google Chrome 5.0 lo siguió el 25 de mayo de 2010 y brindó versiones estables (no beta) para todas las plataformas. En aquel momento, la revista web OMG! Ubuntu! reportó que el uso de Chrome/Chromium era de 36,53% en navegadores en Linux, comparado al 55.52% de Firefox y 2.82% de Opera.
Lubuntu seleccionó Chromium como navegador predeterminado desde su primera versión Lubuntu 10.4 de abril de 2010, hasta Lubuntu 13.10 en octubre de 2013 cuando migró a Firefox. Ubuntu comenzó a ofertar Chromium a través de Centro de software de Ubuntu iniciando con Ubuntu 10.04 LTS como parte de su repositorio 'universe'. La versión inicial disponible en abril de 2010 fue 5.0.342.9, con nuevas versiones obtenidas como actualizaciones. Puppy Linux ha tenido Chromium disponible con Chromium 5.0.342 en Lucid Puppy 5.0.0, basado en el repositorio de aplicaciones de Ubuntu. Maemo, sistema operativo para móviles de Nokia, ofreció una versión a prueba-de-concepto de Chromium con una interfaz de usuario sin modificar que fue liberada el 11 de abril de 2010.
Chromium 6.0 fue introducido en mayo de 2010 con primera versión liberada 6.0.397.0. En julio de 2010, en las compilaciones diarias de Chromium 6, se introdujeron nuevas características enfocadas a una interfaz de usuario minimalista, incluyendo una única página unificada del menú de herramientas, sin el botón de inicio de forma predeterminada (configurable por el usuario), sin el 'botón ir', un botón combinado de 'recargar/detener', barra de marcadores deshabilitada por defecto, lector de PDF integrado, soporte de WebM/VP8 para video HTML5 y una barra de url más inteligente. Chrome 6 estuvo liberado en las versiones Estable y Beta el 2 de septiembre de 2010 como la versión 6.0.472.53. El cambio a 6.0 trajo consigo una interfaz de usuario ligeramente actualizada, mejoras en autocompletamiento de formularios, sincronización de datos de autocompletamiento y marcadores, junto con velocidad y estabilidad aumentadas.

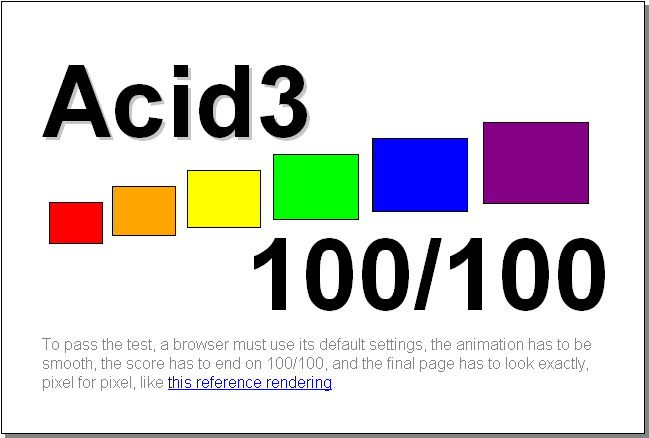
Resultados de realizar pruebas Acid3 sobre Chromium 7.

Chromium 7.0 fue liberado el 17 de agosto de 2010 en su versión 7.0.497.0. Esta versión aumentó el doble de el desempeño para HTML5 comparado con Chromium 6. Además agregó aceleración por hardware, que agiliza el navegador en situaciones complejas de gráficos en un factor de 225 veces, integración de búsqueda instantánea, pestañas en la interfaz de usuario que mueven todas las ventanas de la interfaz dentro de pestañas del navegador, incluyendo la pestaña de opciones y un desempeño de JavaScript más rápido en un 3%.
El 7 de octubre de 2010 marcó la liberación de Chromium 8.0, siete semanas y media desde la de Chromium 7. La versión inicial fue la 8.0.549.0. El desarrollo de Chromium 8.0 se centró en su integración dentro de Google Chrome OS y mejoras en características de la nube. Estas incluyeron aplicaciones web en segundo plano, hospedaje remoto (permitiendo a los usuarios controlar características desde otros ordenadores de forma centralizada) e impresión en la nube. El 12 de enero de 2011 versiones previas a la 8.0.552.237 fueron identificadas por US-CERT como "contenedoras de múltiples vulnerabilidades de corrupción de memoria. Estas vulnerabilidades incluyen una vulnerabilidad de corrupción en la pila en el componente de renderizado de PDF, dos vulnerabilidades de memoria en el decodificador Vorbis y error de tamaño de marco de video resultando en un mal acceso a memoria... Convenciendo al usuario de ver un documento HTML especialmente creado, fichero PDF o archivo de video, un atacante puede causar un crash de la aplicación o posiblemente ejecutar código arbitrario." Esta vulnerabilidad fue hecha pública luego de que Chrome 8.0.552.237 fuese liberado arreglando estos problemas para alertar a los usuarios de actualizar de versión lo antes posible.
Chromium 9.0 fue liberado el 23 de octubre de 2010, justamente 16 días luego de Chromium 8.0, con versión 9.0.562.0. La nueva versión introdujo la característica de actualización de infobar con el objetivo de prevenir ataques de spoofing de sitios web. Revisor Wolfgang Gruener notó que las primeras versiones de Chrome 9 doblaban en tamaño la versión Chrome 3, siendo una descarga comprimida de 28.2 MB. Gruene además criticó la numeración de versiones aparentemente arbitraria entre versiones principales. Chrome 9 introdujo dos nuevas características de prueba en noviembre de 2010 con el objetivo de cargar páginas web más rápidamente, "pre-rendering" y "false start", además de sandboxing para Adobe Flash. Las versiones estables de Chromium y Chrome fueron 9.0.597.84 e incluían características como Instant Search que permitía a la barra de URL actuar a través de Google Instant cuando Google era el proveedor de búsquedas predeterminado. Otras características que se incluyeron fue aceleración por GPU/hardware, gráficos 3D predeterminados a través de WebGL, y acceso a Chrome Web Store el la página de Nueva Pestaña.
Chromium 10.0 fue liberado el 3 de diciembre de 2010, con versión 10.0.601.0. Introdujo 18 nuevas características, incluyendo búsqueda "Instant Type" y "composición acelerada por GPU". El desarrollo de "pre-rendering de páginas web" fue reducido a no activo mientras que "snap start" seleccionable fue introducido.

### 2011
Chromium 11.0 fue liberado el 28 de enero de 2011 en su versión 11.0.652.0. El trabajo de desarrollo en esta versión se centró en limpiar el menú de configuraciones, incluyendo el menú Sync y eliminando todos las casillas de verificación. El analista Wolfgang Gruener dijo: "El menú de configuraciones no es tan complicado ahora y luce mucho más como se esperaría de un software designado por profesionales". El Idioma y el corrector ortográfico fueron expandidos a más de 100 idiomas. Chromium 11 utilizó WebKit 534.18 y V8 3.1.1 lo que resultó en velocidad mejorada en JavaScript y otras pruebas de rendimiento. En muestras iniciales Chromium 11 fue más rápido que Firefox 4 en pruebas de rendimiento de V8 y Kraken, pero fue un 12% más lento que Internet Explorer en pruebas de Sunspider.
En febrero de 2011, Jeff Chang de Google anunció a los desarrolladores de Chromium que Google estaba considerando futuros cambios de gran escala en la interfaz de usuario. Bajo consideración estaba eliminar la barra de URL Omnibox y combinar la disposición de dos líneas que tenía pestañas y botones de navegación en una línea y menú y barra de URL en una segunda línea, combinándolas en una sola liberando más espacio en la pantalla para el contenido (dicho diseño fue adoptado más tarde por Internet Explorer 9). Chang reconoció que esto resultaría en URLs no siempre visibles para el usuario, que los controles de navegación y menús perderían contexto y que la línea resultante quedaría sobrepoblada. Otros cambios propuestos incluyeron la posibilidad de iniciar sesiones en distintas cuentas en ventanas diferentes y mejoras en la sugerencia de URL basadas en el historial del usuario. A mediados del 2011, luego de experimentaciones, los desarrolladores decidieron que eliminar la barra de URL era una idea demasiado arriesgada y descartaron la idea.
Mageia ofreció inicialmente Chromium 11 en Mageia v1 durante el 2011.

El logotipo introducido con Chromium 12

Chromium 12 fue liberado e1 11 de marzo de 2012, con 12.0.700.0 como su primera versión. Los cambios iniciales en la versión 12 de Chromium incluyeron actualizaciones de about:flags para características de prueba, incorporación de un contador de frames para pruebas de aceleración por hardware, una API de interfaz P2P que puede indicar características futuras de una plataforma de intercambio de información, una mejorada barra de URL y pequeños cambios en las pestañas. Chromium 12 incorporó WebKit 534.24 y la versión 3.2.1.1 del motor de JavaScript V8. Se anticipa que un lanzador de aplicaciones web desde la barra de url sería agregada durante el ciclo de desarrollo. Chromium 12 también introdujo un nuevo y simplificado logo en 2D que reemplazó el logo en 3D que el proyecto utilizó desde sus inicios. A inicios del ciclo de Chromium 12 el proveedor rápido de historial fue introducido. Esta característica automáticamente busca en el historial del navegador sitios visitados en las últimas 72 horas para encontrar coincidencias en los títulos de páginas y urls. Además busca en urls que han sido escritas al menos dos veces además de urls que han sido visitadas al menos 4 veces.
En marzo de 2011 Google anunció direcciones a seguir para el proyecto durante el año, incluyendo un plan para siete versiones mayores, planificando Chrome 17 para finales del año. Las prioridades del desarrollo se centraban en la reducción del tamaño del navegador, integración de aplicaciones web y plugins, capacidades de trabajo en la nube e interfaz táctil. El tamaño era un problema para los desarrolladores, que notaron que Chrome 1 eran 9MB en la versión de Windows, comparado con Chrome 10 que eran unos 26.2MB, resultando de ello la creación de "bloat taskforce". Los grandes tamaños de descargas son un problema por numerosas razones, como el desarrollador de Chrome Ian Fette explicó: "1. Hacemos acuerdos de distribución con Chrome, donde empaquetamos Chrome con otros productos. Esto los dificulta cuando nuestros binarios crecen. 2. Vemos crecientes descargas fallidas/errores de instalación al crecer los binarios, especialmente en países con pobre ancho de banda como India. India además resulta ser un muy buen mercado para Chrome, por lo que esto es muy problemático."
Con la liberación de Chromium 12.0.742.0 el 19 de abril de 2011 la interfaz incorporó varios cambios, los más significativos desde que Chromium 6 fue liberado. Un botón de multi-perfil fue introducido permitiendo a los usuario iniciar sesión en múltiples cuentas de Google y otros en la misma instancia del navegador. La página de nueva pestaña también fue rediseñada y separada en cuatro pantallas horizontales desplazables brindando acceso a las páginas más visitadas, Google apps, más dos páginas identificadas. El botón de recargar página fue rediseñado junto a cambios menores en la barra de URL. La primera versión estable de Chrome y Chromium liberada fue la 12.0.742.91 que trajo consigo detección de malware y soporte para aceleración por hardware de CSS3.
Chromium 13 fue liberado el 13 de abril de 2011 en su versión 13.0.748.0. Versiones iniciales de Chromium 13 incluyeron un botón en el menú que permitía a los usuarios cambiar entre múltiples perfiles de Google, multiselección de pestañas y un motor de Omnibox mejorado. Esta versión también incluyó numerosos cambios menores en la interfaz de usuario, incluyendo una barra de menús ligeramente aclarada. Para inicios de mayo de 2011 los resultados de los intentos de Google de reducir el tamaño de Chromium se notaban. Mucho del trabajo en esta área se centraba en comprimir el tamaño de WebKit, removiendo el Wireless Markup Language (WML), el Redimensionador de Imágenes, datagrids y el sistema de compilación de Android. La mayor compilación nightly fue 35.5 MB el 15 de abril de 2011, pero fue reducida a 29.9 MB para el 20 de abril de 2011. Posteriores compilados de Chrome y Chromium a mediados de mayo de 2011 introdujeron la "vista compacta de navegación" opcional, dirigida a usuarios de dispositivos móviles. Esta vista combinaba la barra de URL y de pestañas en una única barra al hacer que la barra de URL se ocultase cuando no estuviera en uso, salvando 30 píxeles de espacio.
Chromium 14 fue liberado el 2 de junio de 2011 en su versión 14.0.783.0. Esta versión inicial incluyó soporte de prueba para búsqueda instantánea precargada en about:flags, permitiendo al usuario precargar el motor de búsqueda predeterminado utilizado en instant search y aceleración por GPU en todas las páginas. Cambios predeterminados incluyeron un canvas con aceleración 2D y el administrador de tareas incorporó un contador de cuadros-por-segundo. Además brindaba soporte a la API de Visibilidad de Página. Cuando el tiempo de desarrollo de Chromium 14 fue completado la versión estable de Chrome 14 además incorporó compatibilidad con la barra de desplazamiento y modo presentación de Mac OS X Lion. Además incluyó soporte para la nueva API de Audio Web y Google Native Client (NaCI) que permitía código nativo brindado por terceros como binarios multiplataforma ser ejecutados de forma segura dentro del navegador.
Chromium 15 fue liberado el 28 de julio de 2011 en su versión inicial 15.0.837.0. El trabajo en esta versión incluyó la integración de perfiles y sincronización de características, incluyendo mover la sincronización al menú principal e introduciendo un administrador de perfiles. Los datos de sincronización serían encriptados de manera predeterminada. Chromium 15 además expande el pre-renderizado de páginas. Dan Bailey de Conceivably Tech planteó acerca de esta versión y su desarrollo que "es obvio que Google está incluyendo complementos y está ajustando finamente este navegador... Chrome no está rindiendo su percepción de el navegador más avanzado de nuestros tiempos pronto". En septiembre del 2011 Chromium 15 ganó una característica de "auto-chashing" que provocaba una caída del navegador si un comando cerrar demoraba más de 25 segundos, desplazamiento suavizado al utilizar la barra espaciadora, prelogueado y autologueado a páginas web propias de Google, logos en la barra de herramientas para mostrar diferentes perfiles, personalización de sincronización grandemente mejorada, incluyendo sincronización opcional del motor de búsquedas y mejoras en el proceso de pre-renderizado.
Chromium 16 fue liberado el 10 de septiembre del 2011 en su versión 16.0.877.0. A inicios del desarrollo de Chromium 16 fue incorporado un Módulo de Pestañas Fuera de pantalla experimental, que permitía interacción simultánea de usuarios con múltiples páginas web. Esta versión para OS X incluyó migrar a la librería de gráficos 2D de Google's Skia reemplazando las librerías de Apple anteriormente utilizadas. Esto alineó las versiones de OS X con las de Windows y Linux.
Chromium 17 fue liberado el 19 de octubre de 2011 en su versión 17.0.913.0. Esta versión introdujo HTTP pipelining como característica de prueba para incrementar la velocidad de carga de páginas web. El desarrollo de Chromium 17 cerca de finales de noviembre de 2011 incluyeron una API para Gamepad, específicamente pensada para permitir entradas para juegos desde joysticks y otros dispositivos de juego. Otro trabajo incluyó la posibilidad de mover íconos de perfiles directamente al escritorio de Windows.
Chromium 18 fue liberado el 7 de diciembre de 2011 en su versión inicial 18.0.964.0. Versiones iniciales de Chromium 18 mostraron que este ciclo incluía trabajo en la organización del menú. En enero de 2012, las versiones tenían un nuevo menú de Opciones, eliminando las páginas Básicos, Cosas Personales y Under the Hood y fueron unidas en una página Opciones. El nuevo menú simplificaba las selecciones y escondía las configuraciones de privacidad y proxy, además de la administración de certificados de seguridad. Las características adicionales que se incluyeron fueron la visualización de sugerencias del omnibox.

### 2012
Chromium 19 fue liberado el 2 de febrero de 2012 en su versión inicial 19.0.1028.0. Se agregó soporte para Android. El desarrollo de Chromium 19 conllevó a la liberación de Chrome 19.0.1084.46 el 15 de mayo de 2012, que incorporó numerosos arreglos de bugs junto a una característica de sincronización de pestañas que permitía a los usuarios tener abiertas las mismas pestañas en diferentes dispositivos a través de "Iniciar sesión en Chrome".
Chromium 20 fue liberado el 29 de marzo de 2012, en su versión 20.0.1086.0. Este ciclo de desarrollo resultó en la liberación de Chrome 20.0.1132.43 el 26 de junio de 2012, el cual fue predominantemente una liberación de arreglo de errores con pocas características nuevas.
Chromium 21 fue liberado el 11 de mayo de 2012 en versión inicial 21.0.1134.0. Este ciclo de desarrollo resultó en Chrome 21.0.1180.57 para OS X y Linux y Chrome 21.0.1180.60 para Windows y Chrome Frame, liberado el 31 de julio de 2012. Chrome 21 incorporó una nueva API para posibilitar comunicación de alta calidad de audio y video, soporte completo para monitores Apple retina, además de un gran número de arreglos de errores. La versión incluyó la API JavaScript getUserMedia, que permitía a las aplicaciones web acceder a las cámaras web y micrófonos del usuario luego de solicitar su permiso.
Chromium 22 fue liberado el 21 de junio de 2012 en su versión 22.0.1181.0. Este ciclo de desarrollo resultó en Chrome 22.0.1229.79 el 25 de septiembre del 2012. Incorporaba la disponibilidad en JavaScript de la API Mouse Lock, además de mejoras para Windows 8 y HiDPI/Retina además de un gran número de arreglos de seguridad y errores.
Cromo 23.0 fue liberado el 9 de agosto de 2012, con la versión inicial 23.0.1231.0. Este ciclo de desarrollo resultado en la liberación de Chrome 23.0.1271.64 el 6 de noviembre de 2012, el cual incorporó permisos de sitio web más fácil, plus GPU aceleró descodificación de vídeo para Windows.
Chromium 24 fue liberado el 20 de septiembre del 2012 en su versión inicial 24.0.1272.0. Este ciclo de desarrollo resultó en Chrome 24.0.1312.52 el 10 de enero de 2013, que incluyó soporte para MathML que permitía la visualización de ecuaciones, HTML5 datalists para fecha y hora, además de un gran número de arreglos de seguridad y errores. Esta versión marcó un total de 26% de incremento en la velocidad de carga de páginas respecto al las versiones liberadas en los anteriores 12 meses.
Chromium 25 fue liberado el 1ro de noviembre de 2012 en su versión 25.0.1313.0. Este ciclo de desarrollo resultó en Chrome 25.0.1364.97 para Windows y Linux y 25.0.1364.99 para Mac OS X el 21 de febrero de 2013. Esta versión introdujo mejoras de extensiones, soporte mejorado para inputs de fecha y hora de HTML5, soporte para la API JavaScript Web Speech y manejo de errores WebGL mejorado, además de varios arreglos de errores.
Chromium 26 fue liberado el 20 de diciembre de 2012 en su versión 26.0.1366.0. Este ciclo de desarrollo resultó en Chrome 26.0.1410.43 el 26 de marzo de 2013. Esta versión incluyó mejoras en la característica de revisión de ortografía de "Ask Google for suggestions", que incluía chequeo por gramáticas y homónimos, accesos directos en el escritorio para múltiples usuarios de Windows y mejoras en la resolución asíncrona de DNS para Mac OS X y Linux.

### 2013
La primera versión del 2013 fue Chromium 27, que primero apareció el 14 de febrero de 2013 en su versión 27.0.1412.0. Este ciclo de desarrollo resultó en la liberación de Chrome 27.0.1453.93 el 21 de mayo de 2013. Esta versión incluyó mejoras de carga de página en un promedio de un 5%, la API chrome.syncFileSystem además de predicción de ranking mejorada y predicciones Omnibox y corrección ortográfica mejorada.
Chromium 28 fue liberado el 28 de marzo de 2013, con versión inicial 28.0.1455.0. Este ciclo de desarrollo resultó en Chrome 28.0.1500.45 sólo para Linux el 17 de junio de 2013. En Linux esta versión requiere Ubuntu 12.04, Debian 7, openSUSE 12.2 o Fedora Linux 17 y versiones posteriores.
Chromium 29 fue liberado el 9 de mayo de 2013 en versión inicial 29.0.1502.0. Este ciclo de desarrollo resultó en Chrome 29.0.1547.57 el 20 de agosto del 2013. Esta versión incorporó mejoras en las sugerencias del Omnibox, la habilidad de reiniciar los perfiles de usuario, nuevas APIs de aplicaciones y extensiones, además de mejoras de desempeño y estabilidad El motor de renderizado Blink fue introducido el 4 de abril de 2013 en Chromium 28.0.1463.0.
Chromium 30 fue liberado el 27 de junio de 2013 en su versión inicial 30.0.1549.0. Este ciclo de desarrollo resultó en Chrome 30.0.1599.66 el 1ro de octubre de 2013. Incorporó mejoras en la búsqueda de imágenes, nuevas API de aplicaciones y extensiones, mejoras en desempeño y estabilidad y 50 arreglos de errores.
Chromium 31 fue liberado el 13 de agosto de 2013 en versión inicial 31.0.1600.0. Este ciclo de desarrollo resultó en la liberación de Chrome 31.0.1650.48 el 12 de noviembre de 2013. Esta versión de Chrome introdujo sólo arreglos de errores sin nuevas características.
Chromium fue considerado como navegador predeterminado en Ubuntu 13.10, el cual fue liberado el 17 de octubre de 2013, pero se mantuvo Firefox como navegador predeterminado debido a problemas al mantener los paquetes de Chromium actualizados
Chromium 32 fue liberado el 25 de septiembre del 2013 en su versión 32.0.1651.2. Este ciclo de desarrollo resultó en Chrome 32.0.1700.76 para Windows y Chrome Frame y 32.0.1700.77 para Mac y Linux el 14 de enero de 2014. Esta versión incorporó indicadores de pestañas para sonido, webcam y casting, cambios visuales el la versión para Windows 8 en modo Metro, bloqueo automático para ficheros detectados como malware, numerosos API para aplicaciones y extensiones junto a mejoras en la estabilidad y desempeño.
Chromium 33 fue liberado el 6 de noviembre de 2013 en su versión 33.0.1701.0. Este ciclo de desarrollo resultó en Chrome 33.0.1750.117 el 20 de febrero de 2014, que fue predominantemente una versión de arreglos de errores.
Chromium 34 fue liberado el 18 de diciembre de 2013 en su versión 34.0.1751.0. Este ciclo de desarrollo resultó en Chrome 34.0.1847.116 el 8 de abril de 2014. Esta versión incluyó la habilidad de importar usuarios supervisados en nuevas computadoras, APIs de aplicaciones y extensiones adicionales y una apariencia diferente para Chrome en modo Metro de Windows 8.

### 2014
Chromium 35 fue liberado el 20 de febrero de 2014 en su versión 35.0.1849.0. Este ciclo de desarrollo resultó en Chrome 35.0.1916.114 el 20 de mayo de 2014. Chrome 35 incluyó un mejor control por parte del desarrollador sobre la entrada táctil, nuevas características JavaScript, un Shadow DOM sin prefijos, algunos nuevos API para aplicaciones y extensiones, además de mejoras en estabilidad y rendimiento.
Chromium 36 fue liberado el 31 de marzo de 2014 en su versión 36.0.1917.0. Este ciclo de desarrollo resultó en Chrome 36.0.1985.125 el 16 de julio de 2014. La versión incluyó mejoras en las notificaciones, nuevo diseño de incógnito y NTP, nueva burbuja de recuperación de caídas, un lanzador de la aplicación para Linux además de mejoras en estabilidad y desempaño junto a 26 arreglos de errores.
Chromium 37 fue liberado el 11 de mayo de 2014 en su versión 37.0.1986.0 Este ciclo de desarrollo resultó en Chrome 37.0.2062.94 el 26 de agosto de 2014. Chrome 37 incluyó soporte para Windows DirectWrite para mejorar el renderizado de fuentes, nuevas APIs para aplicaciones y extensiones, demás de mejoras en estabilidad y desempeño junto a 50 arreglos de errores.
Chromium 38 fue liberado el 22 de junio de 2014 en su versión 38.0.2063.0. Este ciclo de desarrollo resultó en Chrome 38.0.2125.101 el 7 de octubre de 2014. Chrome 38 incluyó solamente mejoras en estabilidad y desempeño junto a arreglos de errores.
Chromium 39 fue liberado el 17 de agosto de 2014 en su versión 39.0.2126.0. Este ciclo de desarrollo resultó en Chrome 39.0.2171.65 el 18 de noviembre de 2014. Chrome 39 incluyó soporte para 64-bit para computadoras Mac, junto algunas nuevas APIs para aplicaciones y extensiones, además de mejoras en estabilidad y desempeño.
Chromium 40 fue liberado el 28 de septiembre del 2014 en su versión 40.0.2172.0. Este ciclo de desarrollo resultó en Chrome 40.0.2214.91 el 21 de enero de 2015. Esta versión fue predominantemente de mejoras en estabilidad y desempeño junto a 62 arreglos de seguridad.
Chromium 41 fue liberado el 9 de noviembre de 2014 en su versión 41.0.2215.0. Este ciclo de desarrollo resultó en Chrome 41.0.2272.76 el 3 de marzo de 2015. Esta versión fue predominantemente de mejoras en estabilidad y desempeño junto a 51 arreglos de seguridad.

### 2015
Chromium 42 fue liberado el 12 de enero de 2015 en su versión 42.0.2273.0. Este ciclo de desarrollo resultó en Chrome 42.0.2311.90 el 14 de abril de 2015. Esta versión incluía nuevas APIs para aplicaciones y extensiones y mejoras en la estabilidad y desempeño. En referencia a su número de versión, Google señaló que también contenía la "respuesta a la vida, el universo y todo".
Chromium 43 fue liberado el 22 de febrero de 2015 en su versión 43.0.2312.0. Este ciclo de desarrollo resultó en Chrome 43.0.2357.65 el 19 de mayo de 2015. Fue primariamente una versión de arreglos de seguridad. Chromium 43 fue reportado por desarrolladores de Debian al descargar automáticamente la extensión propietaria Chrome Hotword Shared Module, una librería para la característica de reconocimiento de voz de Google OK Google. Investigadores de seguridad indicaron que su código conllevaba riesgo de invasión de privacidad. La descarga fue considerada un error y arreglada, y en nuevas versiones no lo descargan automáticamente, pero la comunidad de Debian quedó sospechando del navegador y de Google.
Chromium 44 fue liberado el 7 de abril de 2015 en su versión 44.0.2359.0. Este ciclo de desarrollo resultó en Chrome 44.0.2403.89 el 21 de julio de 2015. Esta versión fue predominantemente de mejoras en estabilidad y desempeño junto a 43 arreglos de seguridad.
Chromium 45 fue liberado el 17 de mayo de 2015 en su versión 45.0.2404.0. Este ciclo de desarrollo resultó en Chrome 45.0.2454.85 el 1ro de septiembre del 2015. Fue primariamente una versión de arreglos de seguridad.
Chromium 46.0 fue liberado el 14 de julio de 2015, con la versión inicial 46.0.2455.0. Este ciclo de desarrollo resultó en la liberación de Chrome 46.0.2490.71 el 13 de octubre de 2015. Esta versión era mayoritariamente una actualización de arreglos de seguridad y errores.
Cromo 47.0 fue liberado el 23 de agosto de 2015, con la versión inicial 47.0.2491.0. Este ciclo de desarrollo resultó en la liberación de Chrome 47.0.2526.73 el 1 de diciembre de 2015. Esta versión era mayoritariamente una actualización de arreglos de seguridad y errores, con 41 problemas solucionados.
Chromium 48.0 fue liberado el 5 de octubre de 2015, con la versión inicial 48.0.2527.0.
Chromium 49.0 fue liberado el 16 de noviembre de 2015, con la versión inicial 49.0.2565.0.

### 2016
Chromium 50.0 fue liberado el 16 de enero de 2016

Chromium 54 fue liberado el 12 de octubre de 2016

### 2017
Chromium 56.0 fue liberado el 1 de enero de 2017

## Otros navegadores basados en Chromium

### Activos
QQ Browser
- Brave es un navegador de código abierto desarrollado por Brave Software Inc. basado en Chromium. Tiene especial énfasis en el bloqueo de anuncios, de rastreadores, en la velocidad de carga y en la privacidad del usuario.[127]
- QQ Browser es un navegador web desarrollado por la empresa de tecnología de China continental Tencent. Utiliza dos motores de navegador: WebKit y Trident. Anteriormente, Tencent había desarrollado Tencent Explorer (Tencent TE) y Tencent TT, dos navegadores basados en el motor Trident, así como las versiones 5 y 6 de QQ Browser, que integraban el motor WebKit.
- CodeWeavers CrossOver Chromium es un compilado no oficial de un derivado de Wine y Chromium Developer Build 21 para Linux y OS X, inicialmente liberado el 15 de septiembre de 2008 por CodeWeavers como parte de su proyecto CrossOver.[128][129]
- Comodo Dragon es una versión de Chromium para Windows 7, Vista y XP de 32-bit producida por Comodo Group. Según sus desarrolladores, provee características de seguridad y privacidad mejoradas.[130]
- Cốc Cốc es un navegador freeware enfocado en el mercado vietnamita, desarrollado por la compañía vietnamita Cốc Cốc, basado en el código abierto de Chromium para Windows.[131] De acuerdo con datos publicados por StatCounter en julio de 2013, Cốc Cốc sobrepasó a Opera para convertirse en uno de los 5 navegadores más populares en Vietnam dentro de los 2 primeros meses tras su liberación oficial[132]
- Dartium es un compilado especial del navegador Chromium que incluye la Dart VM, mantenida por Google[133]
- Epic Browser es un navegador web centrado en la privacidad desarrollado por Hidden Reflex de India basado en el código fuente de Chromium[134]
- Maelstrom basado en BitTorrent Inc de San Francisco que toma en marco de desarrollo de Chromium y le integra un motor de BitTorrent, por lo que ficheros de torrent pueden ser reproducidos directamente desde el navegador y los sitios que utilizan torrent no tiene que depender de servidores centrales.[135][136][137][138]
- Microsoft Edge: el desarrollo de esta nueva versión del navegador tiene el nombre en código de Anaheim y llegó con la siguiente rama de Windows 10, la 20H1.[139][140]
- Opera comenzó a basar su código fuente en Chromium partiendo de su versión 15.[141]
- Sleipnir es un derivado del navegador Chromium para Windows y OS X. Una de sus principales características es su enlace con aplicaciones web (Facebook, Twitter, Dropbox, etc.) y aplicaciones para teléfonos inteligentes (Google Maps, etc.). Además presume de lo que llama "texto hermoso", y tiene pestañas gráficamente únicas, además de otras características.[142]
- SRWare Iron es una versión tipo software gratis de Chromium para Windows, OS X y Linux, ofreciendo versiones instalables y portables. Iron deshabilita ciertas características configurables de Chromium que pudieran compartir información con terceros además de características de rastreo que Google agrega a su navegador Chrome.[143]
- Torch es un navegador basado en Chromium para Windows. Se especializa en descarga de multimedias y contiene características multimedia integradas, incluyendo motor de torrent, captura de video y botón para compartir.[144]
- Vivaldi es un navegador para Windows, OS X y Linux desarrollado por Vivaldi Technologies.[145][146] El software apunta a tecnólogos, usuarios avanzados de internet y exusuarios del navegador web Opera. Vivaldi intenta revivir las antiguas y populares características de Opera 12 e introduce nuevas y más innovadoras.
- Yandex browser es un navegador creado por la compañía de desarrollo de software rusa Yandex para Linux, OS X y Windows. El navegador integra servicios de Yandex, que incluyen un motor de búsqueda, servicio de traducción de máquina y almacenamiento en la nube.
- Kiwi browser es un navegador de Android de código abierto basado en Chromium creado por el exdesarrollador de Google, Arnauld. Se destaca por su velocidad, por ser ligero y por admitir la mayoría de extensiones de Chrome en PC en Android.

### Descontinuados
- CoolNovo, llamado ChromePlus antes de enero de 2012, fue un navegador basado en Chromium para Windows y Linux. Agrega características como gestos del ratón, arrastre de enlaces y pestañas de IE.[147] (Última versión: 29 de agosto de 2013 con versión de núcleo 27.0.1453.110)[148]

- Flock fue un navegador que se especializaba en proveer redes sociales y tuvo facilidades Web 2.0 incluidas dentro de su interfaz de usuario. Fue basado en Chromium iniciando su versión 3.0. Flock fue descontinuado en abril de 2011.[149][150]
- Rockmelt fue formalmente una versión de Chromium para Windows Mobile e iOS bajo licencia privativa. Integraba características de Facebook y Twitter, pero fue descontinuado en abril de 2013, y completamente retirado el 31 de julio de 2013.[151][152] El 2 de agosto de 2013, Rockmelt fue adquirido por Yahoo!. Las extensiones de Rockmelt y su sitio fueron retirados luego del 31 de agosto de 2013. Yahoo! planea integrar la tecnología de Rockmelt en otros productos.[153]